# آندریاس ویمن
آندریاس ویمن (انگلیسی: Andreas Weimann؛ زادهٔ ۵ اوت ۱۹۹۱) بازیکن فوتبال اهل اتریش است.
از باشگاه‌هایی که در آن بازی کرده‌است می‌توان به باشگاه فوتبال ولورهمپتون واندررز، باشگاه فوتبال استون ویلا، باشگاه فوتبال واتفورد، باشگاه فوتبال دربی کانتی، و باشگاه فوتبال بریستول سیتی اشاره کرد.
وی همچنین در تیم‌های ملی فوتبال Austria national under-17 football team, Austria national under-19 football team, Austria national under-20 football team، زیر ۲۱ سال اتریش، و اتریش بازی کرده‌است.